# 2+0+2+1+3+1+1= 10 years 10 songs
『2+0+2+1+3+1+1= 10 years 10 songs』(テンイヤーズ テンソングス)は2021年3月11日にEMI Recordsから発売されたRADWIMPSのコンセプト・アルバム。

## 背景とリリース
RADWIMPSは2011年3月11日に発生した東日本大震災直後に義援金プロジェクト「糸色 -Itoshiki-」を立ち上げ、ほぼ毎年3月11日に被災地へ思いを馳せた新曲を島田大介の映像とともに公開してきた。本作はそれらの楽曲8曲と新曲2曲を収録している。
本作はCD+Blu-ray盤・CD+DVD盤、CDのみの全3形態でリリースされ、Blu-rayとDVDには島田大介による映像作品が収録されている。2021年12月31日までの売上金額は全額寄付され、日本全国で起こる自然災害などの支援活動に充てられる。クリエイティブディレクターも島田大介が担当している。また本作がMuzinto Recordsから初めてリリースされる作品である。
| 規格       | 規格品番   |
| ---------- | ---------- |
| CD+Blu-ray | UPCH-20576 |
| CD+DVD     | UPCH-20577 |
| CD         | UPCH-20578 |

「かくれんぼ」は野田がNHK 東日本大震災 10年特集ドラマ『あなたのそばで明日が笑う』の主題歌として書き下ろした曲である。

## 収録内容
| 全作詞・作曲: 野田洋次郎、全編曲: RADWIMPS、ストリングスアレンジ協力: 徳澤青弦。 |                          |            |            |      |
| #                                                                                | タイトル                 | 作詞       | 作曲・編曲 | 時間 |
| 1.                                                                               | 「白日 -10 years ver.-」 | 野田洋次郎 | 野田洋次郎 | 4:27 |
| 2.                                                                               | 「ブリキ」               | 野田洋次郎 | 野田洋次郎 | 5:16 |
| 3.                                                                               | 「カイコ」               | 野田洋次郎 | 野田洋次郎 | 6:02 |
| 4.                                                                               | 「あいとわ」             | 野田洋次郎 | 野田洋次郎 | 5:30 |
| 5.                                                                               | 「春灯」                 | 野田洋次郎 | 野田洋次郎 | 4:45 |
| 6.                                                                               | 「空窓」                 | 野田洋次郎 | 野田洋次郎 | 4:13 |
| 7.                                                                               | 「夜の淵」               | 野田洋次郎 | 野田洋次郎 | 4:00 |
| 8.                                                                               | 「世界の果て」           | 野田洋次郎 | 野田洋次郎 | 3:11 |
| 9.                                                                               | 「かくれんぼ」           | 野田洋次郎 | 野田洋次郎 | 6:15 |
| 10.                                                                              | 「あいたい」             | 野田洋次郎 | 野田洋次郎 | 5:09 |
| 合計時間:                                                                        | 合計時間:                | 48:51      |            |      |

| #  | タイトル       | 作詞 | 作曲・編曲 |
| -- | -------------- | ---- | ---------- |
| 1. | 「白日」       |      |            |
| 2. | 「ブリキ」     |      |            |
| 3. | 「カイコ」     |      |            |
| 4. | 「あいとわ」   |      |            |
| 5. | 「春灯」       |      |            |
| 6. | 「空窓」       |      |            |
| 7. | 「夜の淵」     |      |            |
| 8. | 「世界の果て」 |      |            |
| 9. | 「あいたい」   |      |            |

## タイアップ
かくれんぼ
NHK 東日本大震災 10年特集ドラマ『あなたのそばで明日が笑う』主題歌

## クレジット

### RADWIMPS
野田洋次郎 : Vo, Gt, Pf, Program
桑原影 : Gt, Program
武田祐介 : Ba, Program
山口智史 : Drs.

### 参加ミュージシャン
Drums Support : 森瑞希
Violin : 藤堂昌彦-梶谷裕子-漆原直美-川口静華-德永友美-中島優紀-大嶋世菜-地行美穗-牛山玲名-芹田碧-中島知惠
Viola : 菊池幹代-細川亜維子-三品芽生-梶谷裕子
Cello : 徳澤青弦-篠崎由紀-古川淑惠
Contrabass : 田辺和弘-地代所悠